# 다치바나노 나라마로의 난
6월 28일(양력 7월 22일)에 황족 야마베왕(山背王)으로부터 "나라마로가 군사를 거느리고 나카마로를 제거하려 한다"는 밀고가 여제에게 들어왔지만, 여제는 나흘 뒤인 7월 2일(양력 7월 26일), 태후와의 공동성명으로 "모반 소문이 돌고 있지만, 모두 모반심을 품지 말고 조정을 따르도록 하라."는 조칙을 내렸을 뿐인데, 그 날 밤 후지와라노 나카마로에게 중위부사인 카미츠미치노 아야타로(上道斐太郞)가 찾아와, "전임 비젠노카미인 오노노 아즈마히토(小野東人)로부터 모반에 가담해줄 것을 부탁받았다"는 밀고가 들어왔고, 나카마로는 중위부 군사를 움직여 후나도왕의 저택을 포위하고 아즈마히토 등을 잡아 좌위사부에 가두었다.
다음날 후지와라노 도요나리와 주나곤 후지와라노 나가테 등에 의해 아즈마히토 등에 대한 심문이 이루어졌는데, 이때까지 여제는 "모반 계획이 있다는 보고를 받았으나 짐은 믿지 않는다"는 선명을 내리고 있었지만, 바로 그날 아즈마히토는 여태껏 모반 혐의를 부정하던 태도를 바꾸어 모반 계획이라는 것을 후지와라노 나가테에게 털어놓았다. 그가 털어놓은 모반 계획이란 다치바나노 나라마로와 오오토모노 고마로, 아스카베왕ㆍ기부미왕 등이 함께 군사를 출발시켜, 나카마로의 저택을 덮쳐 그와 오오이왕을 제거한 다음 태후에게서 역령(驛鈴)과 옥새를 빼앗아, 고다이진 후지와라노 도요나리를 받들고 천하에 격문을 띄워 여제를 폐위한 뒤 덴무계 황족들 가운데서 새로 천황을 추대한다는 것이었다.
아즈마히토의 진술에 따라 7월 4일(양력 7월 28일)부터, 다치바나노 나라마로를 비롯해 황족인 후나도왕과 기부미왕과, 오오토모노 고마로ㆍ타지히노 코시카이(多冶比犢養)ㆍ가모노 쓰노타리(賀茂角足) 등 이름이 거명된 자들이 잡혀들어왔고, 전원은 몽둥이로 온몸을 몇 차례나 두들겨 맞는 등 혹독한 고문 끝에 전원이 모반 사실을 인정했으며, 후나도왕이나 기부미왕, 고마로와 아즈마히토, 코시카이, 쓰노타리 등은 고문 후유증으로 모두 같은 날 차례대로 숨을 거두었다. 나라마로도 이 와중에 죽었으며, 살아남은 아스카베왕과 오오토모노 고자비는 도사로 유배되었다가 사면되고 시오야키왕은 직접 관여한 증거가 없다는 이유로 황적을 박탈하고 신적강하시키는 것으로 죄를 묻지 않았다. 마타나리 역시 붙들려와서 나라마로로부터 들었다는 모반계획의 전말을 자백한 뒤 스스로 목숨을 끊는 등, 사건에 연루되어 형을 받은 관인은 443인에 달했다(다치바나노 나라마로의 변). 나가테를 시켜 관련자들에 대한 가혹한 심문과 고문을 자행했던 후지와라노 도요나리도 아들 오토쓰구(乙繼)와 함께 사건에 관련되었다는 이유로 다자이노곤노소치(大宰員外帥)로 좌천당했다. 자신의 정적을 모조리 제거하는데 성공한 나카마로의 권세는 더욱 강해졌다.